# Здание Этнографического музея
Здание Этнографического музея — памятник архитектуры. Расположен в Санкт-Петербурге, современный адрес дома — Инженерная улица, 4, Садовая улица 1Е.

## История
Конкурс на постройку здания музея состоялся в 1897 году, по предварительной смете было выделено 1 500 000 рублей, затем смета временно увеличилась до 2 000 000 рублей.
Было построено на месте восточного флигеля Михайловского дворца и его конюшенного и прачечного корпусов архитектором В. Ф. Свиньиным. Архитектор стремился включить здание в ансамбль существующих строений Михайловского дворца, но в литературе отмечается, что ему это не удалось.
Строительство началось весной 1900 года (церемония закладки прошла 16 июня 1905 года), отделка закончилась в 1911 году (по другим данным, в 1916 году).
Согласно изначальному проекту здание должно было в плане представлять замкнутое каре с двумя параллельными корпусами, один из которых выходил бы на Инженерную улицу, а другой разделял Михайловский сад и внутренние дворы музея. Проект пришлось урезать по предложению министра финансов в связи с русско-японской войной. Так и не были построены лаборатории, помещения фондохранилищ, кабинеты и зал для показа коллекций Памятного отдела.
На портике стоит состоящая из трёх фигур скульптурная композиция «Афина — покровительница искусств и ремесел», сделанная по предложению великого князя Георгия Михайловича и установленная в 1910 году. В украшении здания использованы венки славы, маски египетских фараонов, книги, свитки, чертёжные инструменты, гербы Российской империи, Москвы и Санкт-Петербурга, по бокам от входного портала многофигурный барельеф показывает античных деятелей науки и культуры.
Большой зал (Зал памяти императора Александра III, Мраморный зал) изнутри облицован олонецким мрамором. Мрамор был добыт на Тивдийских каменоломнях, в окрестностях карельских сёл Тивдия и Белая Гора, с 2017 года каменоломни возможно посетить в рамках туристического маршрута. Площадь зала — около 1 000 м², высота — 15,7 м, по периметру стоят 28 мраморных колонн, каждая из которых весит 24 тонны и украшена на капители гербом дома Романовых и монограммой Александра III. Потолок над ними поддерживает бронзовая ажурная падуга, составленная из хрустальных плиток в виде косой сетки. По трём сторонам зал опоясывает скульптурный фриз работы М. Я. Харламова и В. С. Богатырёва, на полосе в 96 метров показано 183 фигуры, представляющие сцены из жизни народов России.
В 1920-е годы был утрачен стоявший в зале на постаменте из яшмы бронзовый памятник Александру III высотой 3,55 м, также работы Харламова; его согласно «Декрету о памятниках Республики» расплавили на заводе «Красный выборжец» (по другим данным, памятник и вовсе не был сделан до революции). Название Большого зала и наличие в нём памятника объясняется тем, что сам музей был создан Николаем II в память об его отце, Александре III.
Здание было повреждено в блокаду и восстановлено после неё. Попадания двух двухсоткилограммовых и одной пятисоткилограммовой бомб произошло 28 сентября, 26 ноября и 5 декабря 1941 года, крупный артиллерийский снаряд попал 28 апреля 1943 года. Хрустальные плитки потолка временно были заменены на стеклянные, но воссозданы при реставрации 2009—2011 годов. В восстановлении участвовала дочь М. Я. Харламова, М. М. Харламова.
В конце 1950-х — начале 1960-х годов в залах были расположены фрески Л. Полищука и С. Щербининой «Дружба народов СССР», сохранилась лишь одна из них.

## Галерея

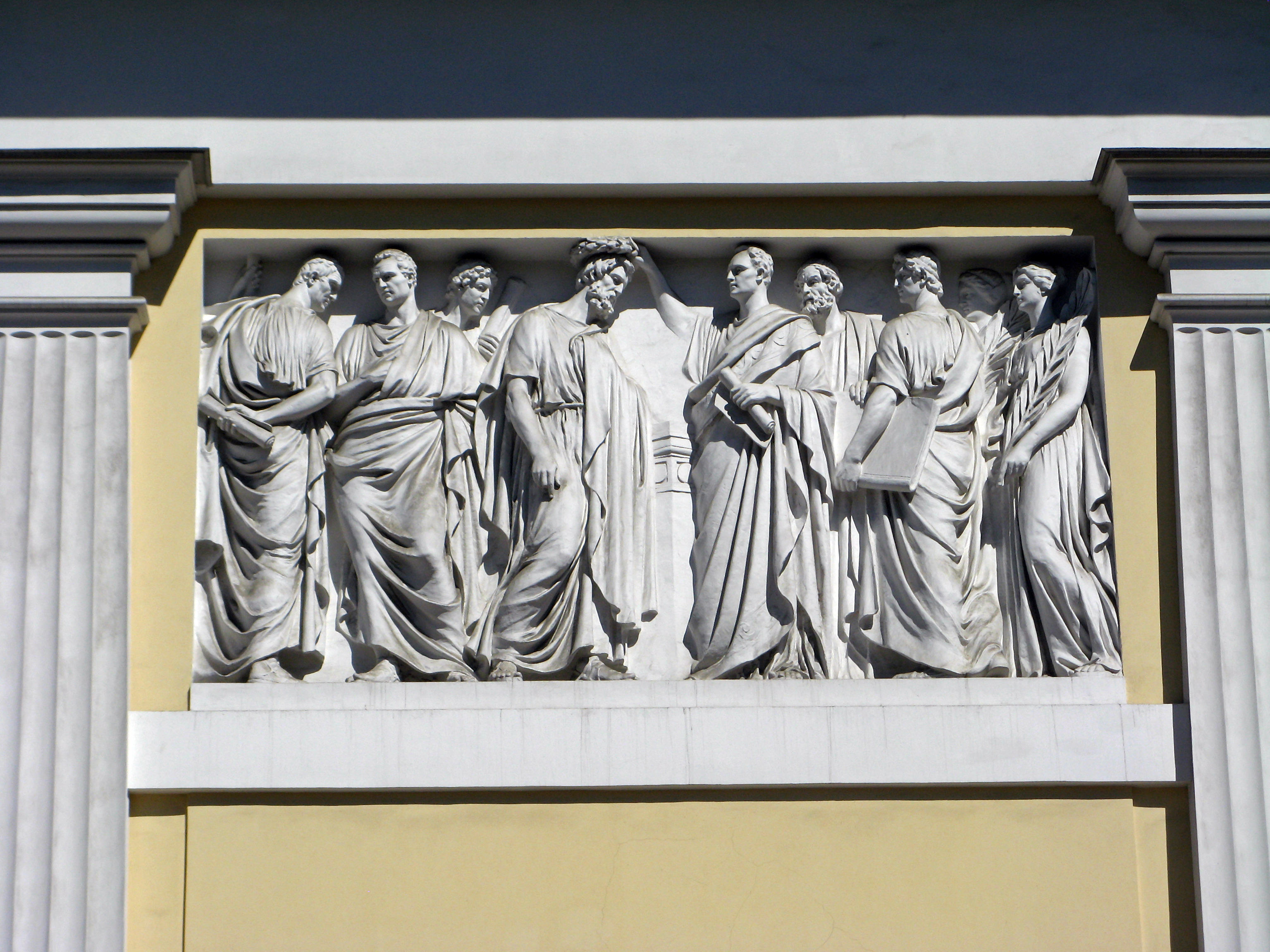
Часть барельефа с античными деятелями на главном фасаде
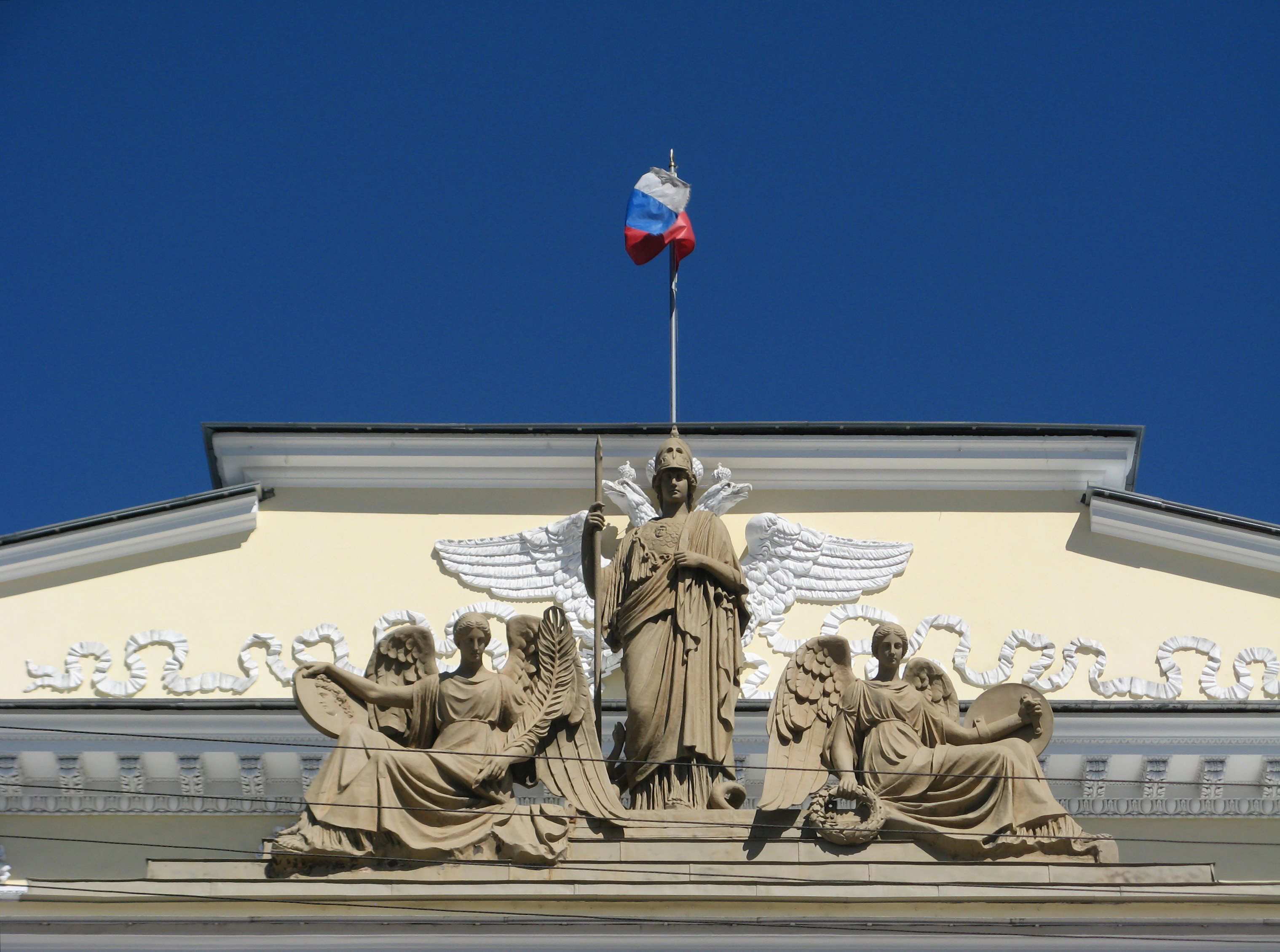
«Афина — покровительница искусств и ремесел»
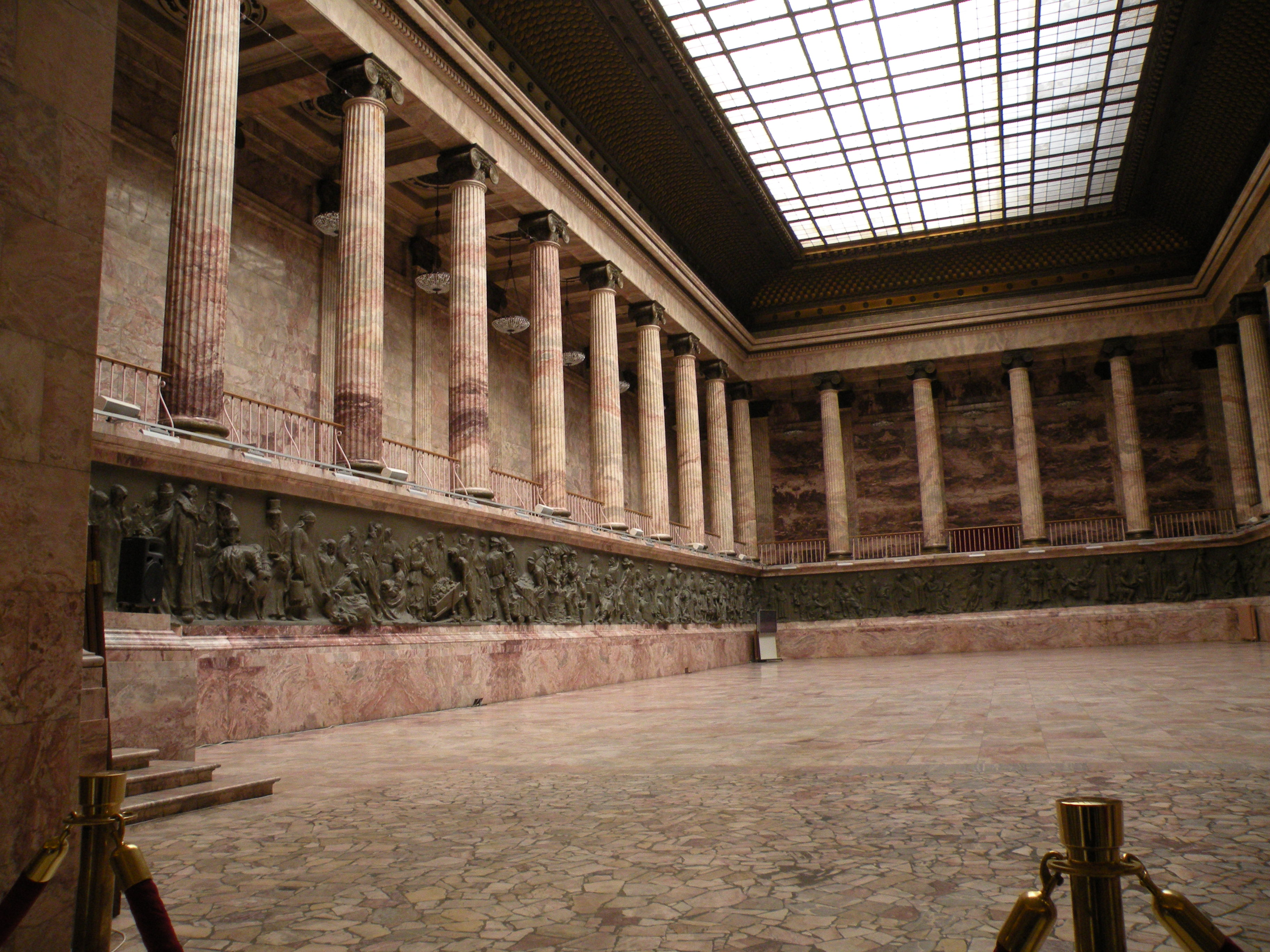
Мраморный зал с опоясывающим его фризом